# Rolls Royce Women's Cup Kristinehamn
Il Rolls Royce Women's Cup Kristinehamn è un torneo professionistico di tennis giocato su campi in terra rossa. Fa parte dell'ITF Women's Circuit. Si gioca annualmente a Kristinehamn in Svezia.

## Albo d'oro

### Singolare
| Anno | Campionessa   | Finalista         | Punteggio     |
| ---- | ------------- | ----------------- | ------------- |
| 2011 | Jana Čepelová | Alexandra Cadânţu | 6–4, 3–6, 6–4 |
| 2012 | Sacha Jones   | Magda Linette     | 6–4, 6–4      |
| 2013 | Danka Kovinić | Jasmina Tinjić    | 6–1, 7–5      |

### Doppio
| Anno | Campionesse                     | Finaliste                         | Punteggio |
| ---- | ------------------------------- | --------------------------------- | --------- |
| 2011 | Mervana Jugić-Salkić Emma Laine | Tímea Babos Ksenija Lykina        | 6–4, 6–4  |
| 2012 | Elena Bovina Valerija Solov'ëva | Viktoryia Kisialeva Ilona Kramen' | 6–2, 6–2  |
| 2013 | Anna Danilina Olga Doroshina    | Julia Cohen Alizé Lim             | 7–5, 6–3  |